# Bentley Pegasus
Bentley Pegasus – samochód osobowy klasy luksusowej wyprodukowany pod brytyjską marką Bentley w 1996 roku.

## Historia i opis modelu
W czasie gdy część z serii specjalnych modeli Bentleya zbudowanych na specjalne zamówienie sułtana Brunei było unikatowymi konstrukcjami powstałymi w jednym typie nadwozia, różniąc się od siebie tylko kolorami, tak przy modelach Java i Pegasus zdecydwano się na różne warianty. Zlecony przez Hassanala Bolkiah na potrzeby kilkutysięcznej kolekcji samochodów samochód zbudowany został w 1996 roku.
Bentley Pegasus powstał jako unikalny projekt stylistyczny brytyjskiego studia Motor Panels, wyróżniając się masywną i klasycznie ukształtowaną sylwetką z licznymi akcentami z chromu. Charakterystyczną cechą stały się podwójne, okrągłe reflektory, wkomponowana w sylwetkę atrapa chłodnicy i łagodnie opadająca linia nadwozia z wyraźnie zarysowanym nadkolem. Projekt okazał się kluczowym źródłem inspiracji dla późniejszego regularnego modelu Bentleya, limuzyny Arnage z 1998 roku.
Za bazę techniczną posłużyło coupe Continental R, od którego Pegasus zapożyczył m.in. płytę podłogową i układ napędowy. Do napędzania samochodu przejęto jednak zmodyfikowany, wzmocniony silnik V8 o pojemności 6,75 litra i mocy 545 KM, który wykorzystano w innym modelu specjalnym opracowanym dla monarchy Brunei - Continentalu R Sufacon.
Bentley Pegasus powstał w trzech różnych wariantach nadwoziowych. Poza klasycznym 2-drzwiowym coupé i kabrioletem powstając także jako 5-drzwiowe kombi (nadwozie)kombi, będąc jednym z czterech modeli Bentleya w historii przyjmującym taką postać.

### Sprzedaż
Bentley Pegasus to jeden z najliczniej wyprodukowanych specjalnych modeli firmy, które powstały na specjalne zamówienie sułtana Brunei. W zakładach Motor Panels w brytyjskim Coventry zbudowano łącznie 18 egzemplarzy w 1996 roku, po 6 sztuk na każdą z 3 wersji nadwoziowych. Wszystkie pojazdy trafiły do zamkniętej kolekcji monarchy.

### Silnik
- V8 6,75 l 545 KM